# جو دودجون
جو دودجون (بالإنجليزية: Joe Dudgeon)‏ (26 نوفمبر 1990 بليدز في المملكة المتحدة - ) هو لاعب كرة قدم بريطاني في مركز الدفاع. شارك مع منتخب أيرلندا الشمالية تحت 21 سنة لكرة القدم. أما مع النوادي، فقد لعب مع مانشستر يونايتد ونادي بارنسلي وهال سيتي ونادي كارلايل يونايتد.

## وصلات خارجية
- جو دودجون على موقع الاتحاد الأوربي (الإنجليزية)
- جو دودجون على موقع قاعدة بيانات كرة القدم.إي يو (الإنجليزية)
- جو دودجون على موقع Soccerbase.com (لاعب) (الإنجليزية)
- جو دودجون على موقع AS.com (الإسبانية)